# Laura Nyro
Laura Nyro (født Laura Nigro, 18. oktober 1947 i New York City – 8. april 1997 i Danbury, Connecticut) var en amerikansk komponist, sangskriver, sanger og pianist. Hendes musikstil var en særlig blanding af pop, jazz, gospel, R&B, show tunes og rock. 
Nyro havde størst kommerciel succes som komponist og sangskriver frem for som musiker. Fra 1968 til 1970 havde flere musikere store hits med hendes sange; Fifth Dimension med "Blowing Away", "Wedding Bell Blues", "Stoned Soul Picnic", "Sweet Blindness", "Save The Country" og "Black Patch"; Blood, Sweat & Tears og Peter, Paul & Mary med "And When I Die"; Three Dog Night med "Eli's Coming" og Barbra Streisand med "Stoney End", "Time and Love" og "Hands off the Man (Flim Flam Man)". Hendes bedst sælgende single nogensinde var hendes indspilning af Carole King og Gerry Goffins "Up on the Roof". 
Foruden et ægteskab i 1970'erne havde hun et langvarigt forhold til musikeren Jackson Browne. I 1996 fik hun konstateret kræft i æggestokkene og døde året efter. 
1. ↑  Navnet er anført på engelsk og stammer fra Wikidata hvor navnet endnu ikke findes på dansk.
2. ↑  Navnet er anført på engelsk og stammer fra Wikidata hvor navnet endnu ikke findes på dansk.